# Comportamento emergente

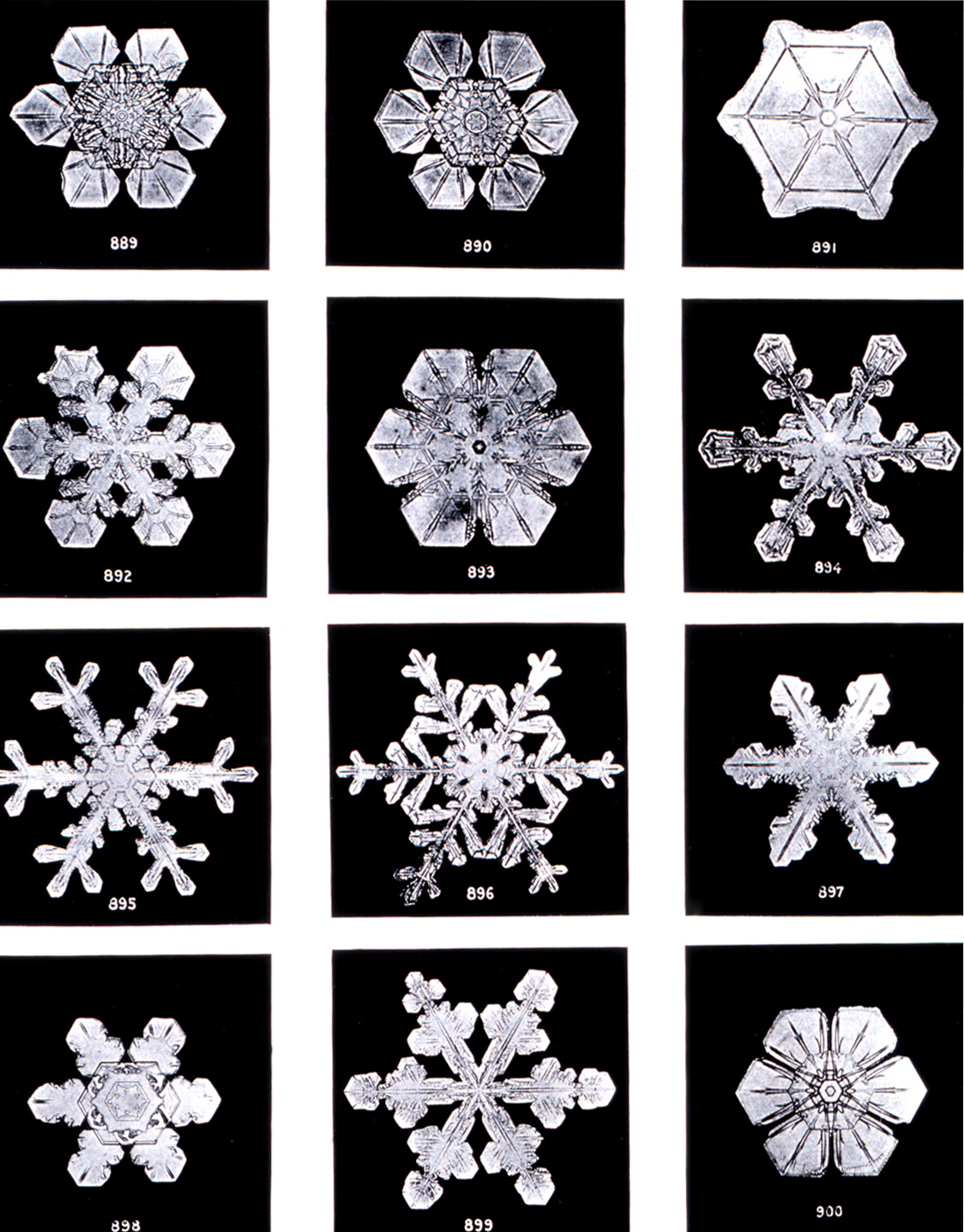
La formazione di complessi simmetrici e frattali nei cristalli di neve esemplifica il comportamento emergente in un sistema fisico

Nella teoria della complessità, il comportamento emergente è la situazione nella quale un sistema complesso esibisce proprietà macroscopiche ben definibili, difficilmente predicibili sulla base delle leggi che governano le sue componenti prese singolarmente, scaturendo dunque dalle interazioni lineari e non-lineari tra le componenti stesse. Benché sia più facilmente riscontrabile in sistemi di organismi viventi o di individui sociali oppure ancora in sistemi economici, l'emergenza si manifesta anche in contesti molto più elementari, come ad esempio la fisica delle particelle e la fisica atomica.
Essa può essere definita anche come il processo di formazione di schemi complessi a partire da regole più semplici, e una esemplificazione può ottenersi osservando il gioco della vita di John Conway, nel quale poche semplici regole fissate per pochi individui di base possono condurre a evoluzioni assai complesse. Nonostante l'impredicibilità del comportamento emergente, in un sistema deterministico, se esso non ha origine dall'interazione dell'ambiente, esso è diretta conseguenza della condizione iniziale del sistema.

## Descrizione

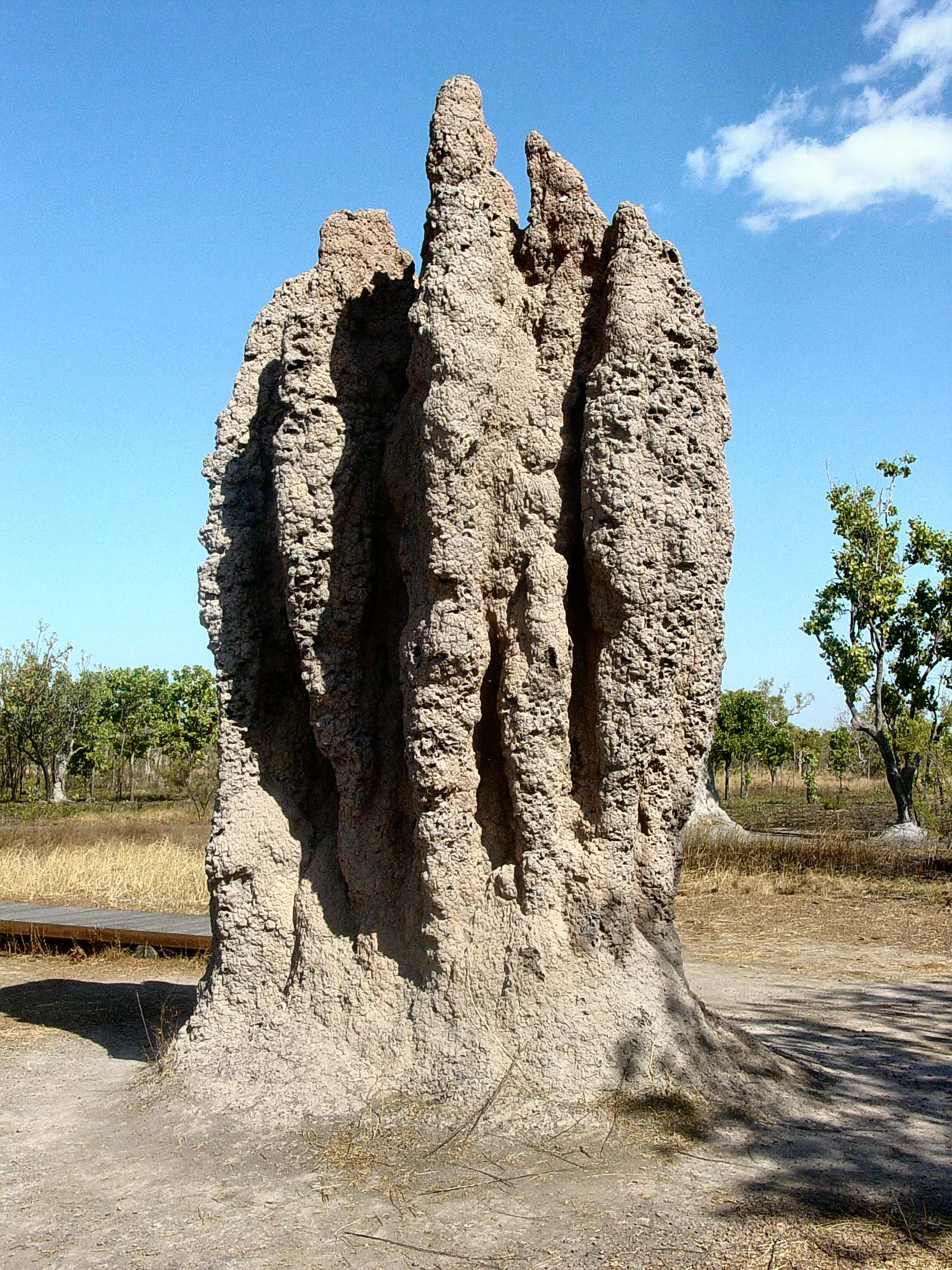
Un tumulo a forma di "cattedrale" prodotto da una colonia di termiti offre un classico esempio di struttura emergente in natura

### Proprietà emergenti
Un comportamento emergente o proprietà emergente può comparire quando un numero di entità semplici (agenti) operano in un ambiente, dando origine a comportamenti più complessi in quanto collettività. La proprietà stessa non è facilmente predicibile, e rappresenta un successivo livello di evoluzione del sistema. I comportamenti complessi non sono proprietà delle singole entità e non possono essere facilmente riconosciuti o dedotti dal comportamento di entità del livello più basso. La forma e il comportamento di uno stormo di uccelli o di un banco di pesci sono buoni esempi di proprietà emergente. Una delle ragioni per cui si verifica un comportamento emergente è che il numero di interazioni tra le componenti di un sistema aumenta combinatoriamente con il numero delle componenti, consentendo il potenziale emergere di nuovi e più impercettibili tipi di comportamento.
D'altro canto, non è affatto sufficiente un gran numero di interazioni per determinare un comportamento emergente, perché molte interazioni potrebbero essere irrilevanti, oppure annullarsi a vicenda. Generalmente, un grande numero di interazioni può contrastare l'emergenza di comportamenti interessanti, creando un forte "rumore di fondo" che può "zittire" ogni segnale di emergenza; il comportamento emergente potrebbe in questo caso aver bisogno di essere temporaneamente isolato dalle altre interazioni mentre raggiunge una massa critica tale da autosostenersi.
Si nota quindi che non è solo il numero di connessioni tra le componenti a incoraggiare l'emergenza, ma anche l'organizzazione di queste connessioni. Un'organizzazione gerarchica è un esempio che può generare un comportamento emergente (una burocrazia può avere un comportamento diverso da quello degli individui umani al suo interno); ma un comportamento emergente può nascere anche da strutture organizzative più decentralizzate, come ad esempio un mercato. In alcuni casi, il sistema deve raggiungere una certa soglia di combinazioni di diversità, organizzazione e connettività prima che si presenti il comportamento emergente.
Apparentemente i sistemi con proprietà emergenti o strutture emergenti sembrano superare il principio entropico e sconfiggere la seconda legge della termodinamica, in quanto creano e aumentano l'ordine. Questo è possibile perché i sistemi aperti possono ricavare informazione e ordine dall'ambiente. La seconda legge della termodinamica in realtà si riferisce ad un sistema chiuso: "se avviene un processo irreversibile, in un sistema chiuso, l'entropia S del sistema aumenta sempre, in particolare non diminuisce mai". Nei sistemi aperti l'aumento dell'entropia dell'universo non viene comunque violata.
Secondo una prospettiva innovativa nell'ambito della psicologia, l'intelligenza, il linguaggio umano, la percezione di elementi qualitativi (qualia) e l'autoriflessività sono comportamenti emergenti dell'uomo che  emergono senza che possano essere desumibili dalla sola interazione madre-bambini o dai soli neuroni. Il comportamento emergente è importante anche nei giochi e nella loro struttura. Ad esempio il gioco del poker, in particolare nella sua forma priva di un sistema rigido di puntate, è essenzialmente guidato dall'emergenza. Ciò significa che giocare ad un tavolo piuttosto che ad un altro può essere radicalmente differente, nonostante le regole di base siano le stesse. Le variazioni che si sviluppano sono esempi di metagioco emergente, il catalizzatore principale dell'evoluzione di nuovi giochi.

### Strutture emergenti in natura

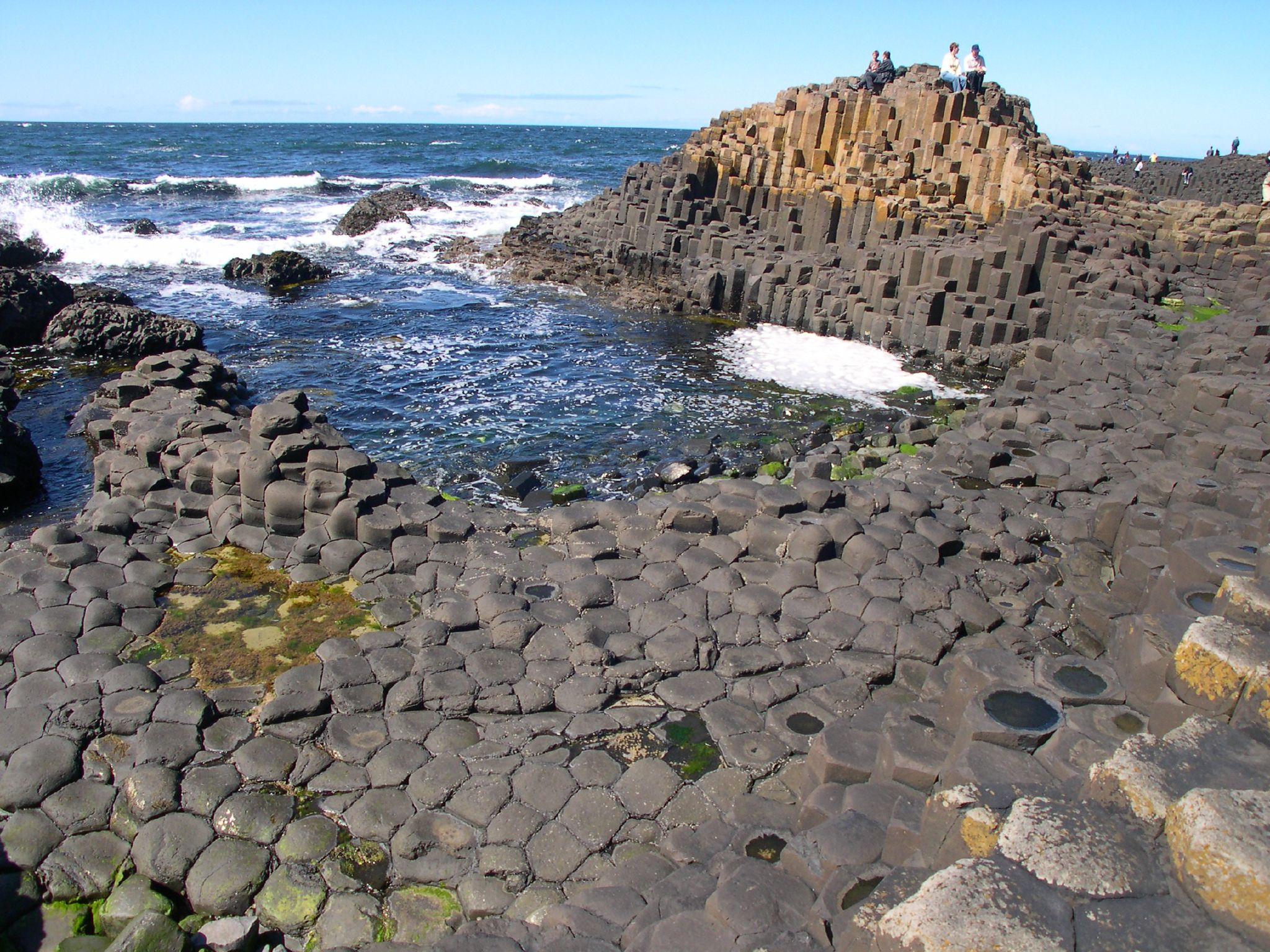
Il Selciato del gigante in Irlanda del Nord è un esempio di struttura complessa emergente.

Le strutture emergenti sono il risultato delle interazioni di ogni parte con il suo intorno che tramite un processo complesso porta all'ordine. Si potrebbe concludere che le strutture emergenti non si riducono alla congiunzione delle loro parti, perché affinché emerga l'ordine non è sufficiente la mera coesistenza delle varie parti, ma è necessario che le stesse interagiscano in un certo modo. 
Un esempio biologico è una colonia di formiche. Ogni singola formica reagisce a stimoli, in forma di odori chimici provenienti dalle larve, dalle altre formiche, da intrusi, cibo e immondizia, e si lascia dietro una traccia chimica che, a sua volta, servirà da stimolo alle altre. Ogni formica è un'unità autonoma che reagisce solamente in relazione all'ambiente, alle regole genetiche della sua specie ed alle altre formiche. Nonostante la mancanza di un ordine centralizzato, le colonie di formiche esibiscono un comportamento complesso ed hanno dimostrato la capacità di affrontare problemi geometrici. Ad esempio, localizzano un punto alla distanza massima da tutte le entrate della colonia per disporvi i corpi morti.
Questo fenomeno è simile ad altre strutture emergenti riscontrate negli insetti sociali, basate principalmente su feromoni e odori chimici. Strutture emergenti si possono osservare per molti animali che vivono in gruppo (sciami di api, stormi di uccelli, banchi di pesci o branchi di lupi, greggi e mandrie di mammiferi,...)
Le strutture emergenti si riscontrano in molti fenomeni naturali, in campo fisico e biologico. Anche la struttura spaziale e la forma delle galassie è una proprietà emergente, che caratterizza la distribuzione su larga scala dell'energia e della materia nell'universo. I fenomeni meteorologici come gli uragani sono proprietà emergenti. Molti sono convinti che la coscienza e la vita stessa siano proprietà emergenti di una vasta rete di interazioni, rispettivamente di neuroni e di molecole complesse. I viventi sono gli esseri che presentano la maggiore complessità.

### Sistemi emergenti nella cultura e nella scienza
I processi o comportamenti emergenti possono essere osservati ovunque, dagli organismi biologici pluricellulari all'andamento del traffico, nelle città o nelle simulazioni informatiche e negli automi cellulari. Il mercato della borsa valori è un esempio di emergenza su larga scala. Complessivamente regola i prezzi relativi delle compagnie del mondo. Gli agenti o gli investitori conoscono solo un limitato numero di compagnie nell'ambito del loro portafoglio, e devono seguire le regole del mercato. Attraverso le interazioni dei singoli investitori emerge la complessità del mercato di borsa nel suo complesso.
Altri esempi noti sono GNU/Linux ed altri progetti di software libero, il World Wide Web e l'enciclopedia online Wikipedia. L'emergenza è, al di là dei meriti dei fondatori di Wikipedia Jimbo Wales e Larry Sanger, la maggior ragione del successo di Wikipedia. Questi progetti decentralizzati e distribuiti non sono possibili senza un gran numero di partecipanti, nessuno dei quali conosce da solo l'intera struttura. Ognuno edita e conosce solo una parte, ma tutti hanno la sensazione di partecipare a qualcosa di più grande di loro. Il feedback dall'alto aumenta motivazione e unità, mentre il contributo dal basso incrementa la varietà. Questa unità nella diversità causa la complessità delle strutture emergenti.
Le strutture emergenti appaiono a diverse scale di organizzazione. L'autoorganizzazione emergente appare spesso nelle città in cui non c'è un piano regolatore che predetermini quale sarà l'aspetto della città.
Lo studio interdisciplinare dei comportamenti emergenti non è generalmente considerato un campo omogeneo, ma viene suddiviso in base alle applicazioni o ai domini del problema.

## Emergenza in fisica

### Teorie sui gruppi di particelle
In fisica, l'emergenza è usata per descrivere una proprietà, legge o fenomeno che si manifesta su scala macroscopica (nello spazio o nel tempo), ma non a livello microscopico, al di là del fatto che un sistema macroscopico può essere considerato come un grande insieme di sistemi microscopici. Alcuni esempi:
- Colore. Le particelle elementari come protoni o elettroni non hanno colore. Solo quando sono disposti in atomi assorbono o emettono specifiche lunghezze d'onda così da poter definire il colore della materia.

- Attrito. Le particelle elementari non hanno attrito, o meglio le forze che agiscono tra loro sono conservative. L'attrito emerge quando si considerano strutture più complesse di materia, le cui superfici possono assorbire energia se sfregate tra loro. Considerazioni simili si possono applicare ad altri concetti come la viscosità, l'elasticità, la resistenza alla trazione.

- Meccanica classica. Si può dire che le leggi della meccanica classica emergono come caso limite dalle regole della meccanica quantistica applicate a masse abbastanza grandi. Ciò sembra una contraddizione, perché la meccanica quantistica è generalmente considerata più complessa della meccanica classica - mentre di solito i livelli più bassi hanno regole meno complicate (o meno complesse) rispetto alle proprietà emergenti.

- Meccanica statistica. La meccanica statistica nasce dall'idea di utilizzare insiemi tanto grandi da poter ignorare le fluttuazioni rispetto alla distribuzione più verosimile. Di conseguenza, è stato necessario modificare o abbandonare alcuni concetti in relazione ai sistemi microscopici, in cui le fluttuazioni diventano (relativamente) importanti per una descrizione realistica del sistema. Ad esempio, piccole masse non mostrano evidenti cambiamenti di fase di primo ordine, come la fusione, e al limite non è possibile categorizzare chiaramente la massa come liquida o solida, poiché questi concetti si possono applicare solo ai sistemi macroscopici.

- La temperatura è spesso usata come esempio di comportamento emergente macroscopico. Nella dinamica classica, la quantità di moto istantanea di un numero abbastanza grande di particelle all'equilibrio è sufficiente a calcolare l'energia cinetica media per grado di libertà, che è proporzionale alla temperatura. Per un piccolo numero di particelle le quantità di moto istantanee non sono statisticamente sufficienti a determinare la temperatura del sistema. Tuttavia, utilizzando l'ipotesi ergodica, è possibile ottenere la temperatura normalizzando le quantità di moto per un periodo di tempo sufficientemente lungo.

### La fisica delle particelle
In alcune teorie di fisica delle particelle, anche le grandezze di base come massa, spazio, tempo, sono considerate fenomeni emergenti, che nascono da concetti fondamentali quali il bosone di Higgs o le stringhe. In alcune interpretazioni della meccanica quantistica, la percezione di una realtà deterministica, in cui ogni oggetto ha una definita posizione, momento, ecc., è in realtà un fenomeno emergente, mentre il vero stato della materia viene descritto come una funzione d'onda che non ha bisogno di avere posizione o quantità di moto definiti.

### Particolarità
A differenza delle scienze del comportamento, una proprietà emergente non è necessariamente più complicata delle proprietà non emergenti sottostanti che l'hanno generata. Ad esempio, le leggi della termodinamica sono particolarmente semplici, anche se le leggi che governano le interazioni tra particelle sono complesse. Il termine emergenza in fisica quindi non è usato per indicare complessità, quanto piuttosto per distinguere quali leggi e concetti si applicano a macrosistemi e quali a sistemi microscopici.
Bisogna considerare che in questi casi, la descrizione di un fenomeno emergente ad un livello macroscopico può ancora essere risolta considerando statisticamente le interazioni tra le componenti microscopiche che lo compongono. Così, alcuni fenomeni emergenti possono permettere ad una teoria riduzionista di aspirare a spiegare alcuni aspetti di sistemi complessi come l'essere umano. D'altro canto, altri fenomeni emergenti ci costringono a scartare un eccessivo riduzionismo, perché la spiegazione di una proprietà emergente può essere troppo complicata per avere utilità pratica. 
Ad esempio, se si considera la chimica come emergente dalle interazioni delle particelle subatomiche, la biologia cellulare come emergente dalle interazioni chimiche, l'uomo come emergente dalle interazioni cellulari, la civilizzazione come emergente dalle interazioni umane, la storia umana come emergente dalle interazioni tra civiltà, questo non implica che sia particolarmente facile o desiderabile tentare di spiegare la storia umana in termini di interazioni tra particelle. (Questo non ha comunque dissuaso alcuni dall'ipotizzare che quel fenomeno emergente, altamente complesso che è la storia umana, possa essere descritto tramite leggi più semplici, comunemente utilizzate in altre teorie. Vedi ad esempio le onde di Kondratiev o la psicostoria), altro esempio pratico di riduzionismo è il tentativo di ingegnerizzazione dei fenomeni e dei sistemi naturali complessi, vale a dire il voler ridurre tutti questi fenomeni a formule o teorie matematiche generalizzate.

## Emergenza in economia
I sistemi economici, in particolare la finanza, sono ricchi di comportamenti di tipo emergente, ad esempio le bolle speculative, l'Efficienza di mercato, il fenomeno di Overreaction, e in fin dei conti, anche il mercato finanziario stesso. Particolare è il caso dell'entropia, ovvero quella proprietà emergente del mercato finanziario di spingere e tendere verso la diffusione dell'informazione anziché alla sua concentrazione. La spiegazione "riduzionista" di tale fenomeno risiede nella caratteristica fondamentale su cui è costruito l'intero sistema, ovvero, la speculazione. L'informazione è integrata nel mercato (e dunque nel prezzo di un titolo) quando un agente scambia basandosi su un determinato set informativo, costituito da una serie di caratteristiche personali quali il budget, l'avversione al rischio, l'avversione all'incertezza, o la durata dell'investimento. In base alle caratteristiche soggettive, ogni agente interpreterà le notizie e agirà sul mercato in modo variegato. Tuttavia, il meccanismo sottostante, guidato dall'interesse verso il guadagno, rimane costante. Ciò implica che quando un agente possiede una notizia o una particolare informazione, avrà interesse non solo a sfruttarla, ma anche a diffonderla, affinché l'effetto latente di tale informazione, nell'indurre un movimento nel titolo azionario in questione, si realizzi. Cumulando gli effetti di tale ragionamento su scala di milioni di agenti, il mercato acquisisce l'entropia, ovvero la propensione all'equilibrio informativo. Questo processo è simile a come in termodinamica la temperatura si uniforma o l'inchiostro in un bicchiere si mescola: è improbabile che un'informazione aggiuntiva iniettata nel sistema si concentri in capo ad uno o pochi agenti, in quanto sarebbe innaturale e insensato da un punto di vista economico L'effetto dell'entropia culmina nel raggiungimento di un equilibrio, che in questo contesto è dato dall'efficienza rispetto alla particella di informazione iniziale, che, a seguito della sua iniezione nel mercato, non potrà essere più sfruttata per ottenere extra-rendimenti, è stata cioè incorporata nei prezzi correnti. L'entropia non agisce immediatamente, la rapidità di diffusione dell'informazione dipende dall'interconnessione degli agenti, dal loro numero, dal grado tecnologico del mercato e dalla rilevanza dell'informazione. Ciò si riflette in fenomeni di trascinamento dei prezzi per periodi prolungati.